# Кадиев, Курбан Магомедович
Курбан Магомедович Кадиев (3 января 1996, с. Куппа, Левашинский район, Дагестан, Россия) — российский спортсмен, специализируется по грэпплингу. 

## Спортивная карьера
Уроженец села Куппа. 30 июня 2020 года ему было присвоено звание мастер спорта России по спортивной борьбе. В декабре 2020 года в финале чемпионата России по грэпплингу «без кимоно» в городе Шали уступил Гаирбегу Ибрагимову, а в разделе «в кимоно» в финале одолел Артёма Кайгородова. В конце апреля 2021 года в Варшаве стал чемпионом Европы в разделе «без кимоно», в финале одолел Гаирбега Ибрагимова, и завоевал бронзу в разделе «в кимоно». В конце октября 2021 года в Белграде стал чемпионом мира в разделе «ГИ», то есть в кимоно. В середине ноября 2022 года в Каспийске в финале чемпионата России уступил Гаирбегу Ибрагимову. В июле 2023 года в Санкт-Петербурге стал бронзовым призёром чемпионата России.